# Gottfried Kurth
Gottfried Kurth (* 25. Juni 1912 in Dresden; † 12. August 1990 in Braunschweig) war ein deutscher Anthropologe und Hochschullehrer.

## Leben und Wirken
Gottfried Kurth war der Sohn des Landgerichtspräsidenten Paul Kurth und dessen Ehefrau Johanna, geborene Anhalt. Nach dem Ende seiner Schullaufbahn studierte er von 1931 bis 1936 Anthropologie und Vorgeschichte an der Universität Jena. Während seines Studiums trat er zum 1. März 1932 in die NSDAP ein (Mitgliedsnummer 1.182.867). 1936/38 wurde er zum Dr. rer. nat promoviert mit einer Dissertation zur Rasse und Stand in vier Thüringer Dörfern. Danach folgten weitere Ausgrabungen in Thüringer Dörfern.
Nach Kriegsende wechselte er 1946 an die Universität Göttingen und erhielt von 1954 bis 1961 ein Stipendium der DFG, für die er als freier wissenschaftlicher Mitarbeiter tätig wurde. 1955/56 nahm er im Auftrag der British School of Archaeology an der Jerichoausgrabung teil. Kurth nahm ab 1958 an der Technischen Universität Braunschweig Lehraufträge wahr. 1960 wurde er als Privatdozent am Institut für Humanbiologie, Abteilung Anthropologie, tätig. Ab 1966 war er an der TU Braunschweig  beamteter außerplanmäßiger Professor und ab 1967 Wissenschaftlicher Rat und Professor. 1977 wurde er pensioniert.
Seine Forschungsgebiete waren Paläanthropologie, Bevölkerungsbiologie und -geschichte. Er war Autor zahlreicher Fachveröffentlichungen.

## Schriften (Auswahl)
- Rasse und Stand in vier Thüringer Dörfern, Fischer, Jena 1938 (erschienen als Deutsche Rassenkunde. Bd. 17, zugleich Math.-naturwiss. Diss. An der Universität Jena 1938)
- Band 15 des Fischerlexikons: Anthropologie, Fischer-Bücherei, Frankfurt a. M.; Hamburg 1961 (zusammen mit Gerhard Heberer und Ilse Schwidetzky)
- Die Bevölkerungsgeschichte des Menschen : e. Kombination aus biolog. Kapazität u. humaner Leistungsfähigkeit, Akademische Verlagsgesellschaft Athenaion Hachfeld, Frankfurt/M. 1976 (Aus: Handbuch der Biologie. Bd. 9. - Literaturverz. S. 556–562.)
- Anthropologie und Populationsbiologie : Beitr. zur Vor- u. Frühgeschichte, Verein d. Förderer d. Inst. für Vor- u. Frühgeschichte d. Rhein. Friedrich-Wilhelms-Univ., Bonn 1980 (zusammen mit Olav Röhrer-Ertl, gehört zu: Bonner Hefte zur Vorgeschichte; Nr. 21)